# Lennart Strandberg
Pour les articles homonymes, voir Strandberg.
Lennart Strandberg (née le 26 mars 1915 à Malmö et mort le 23 décembre 1989 à Ystad) est un athlète suédois spécialiste du sprint.

## Palmarès

### Championnats d'Europe d'athlétisme
- Championnats d'Europe d'athlétisme 1938 à Paris,  France
  -  Médaille de bronze sur 100 m
  -  Médaille d'argent du relais 4 × 100 m